# 小城テレビ中継局
小城テレビ中継局（おぎテレビちゅうけいきょく）は、佐賀県小城市の旧小城郡小城町域に置かれているテレビ中継局である。

## 概要
- 当テレビ中継局は、小城市小城町晴気の愛宕山に置かれ、同市内の一部へ電波を発射している。

## 中継局概要

### 地上デジタルテレビ放送
| リモコンキーID | 放送局名          | 物理チャンネル | 空中線電力 | ERP   | 放送対象地域 | 放送区域内世帯数 | 試験放送開始日 本放送開始日 |
| 1              | NHK佐賀総合テレビ | 46ch           | 500mW      | 1.45W | 佐賀県       | 4216世帯         | 2009年1月5日 2009年1月26日  |
| 2              | NHK佐賀教育テレビ | 48ch           | 500mW      | 1.45W | 全国         | 4216世帯         | 2009年1月5日 2009年1月26日  |
| 3              | stsサガテレビ     | 52ch           | 500mW      | 1.45W | 佐賀県       | 4216世帯         | 2009年1月5日 2009年1月26日  |

- なお、出力は通常アナログUHF中継局の10%であるが、当デジタル中継局は、アナログUHF中継局の約16.7%（=1/6）である為、事実上の増力となる。

### 地上アナログテレビ放送
| 放送局名          | チャンネル | 空中線電力        | ERP                | 放送対象地域 | 放送区域内世帯数 | 開局日        | 閉局日        |
| NHK佐賀教育テレビ | 54ch       | 映像3W /音声750mW | 映像9.7W /音声2.4W | 全国         | 約-世帯          | 1976年9月9日  | 2011年7月24日 |
| NHK佐賀総合テレビ | 56ch       | 映像3W /音声750mW | 映像9.7W /音声2.4W | 佐賀県       | 約-世帯          | 1976年9月9日  | 2011年7月24日 |
| stsサガテレビ     | 62ch       | 映像3W /音声750mW | 映像9.7W /音声2.4W | 佐賀県       | 約-世帯          | 1977年9月28日 | 2011年7月24日 |

## 偏波面
- デジタル・アナログ共、垂直偏波。

### 置局住所
- 小城市小城町大字岩蔵字新鹿倉6408（愛宕山山頂）